# Helconidea ruspator
Helconidea ruspator är en stekelart som först beskrevs av Carl von Linné 1758.  Helconidea ruspator ingår i släktet Helconidea och familjen bracksteklar. Arten är reproducerande i Sverige. Inga underarter finns listade i Catalogue of Life.